# Albo d'oro del Torneo delle Regioni (calcio)

## Albo d'oro

### Prime edizioni (1959-2010)
| Ed. | Anno | Ospitante                | Juniores               | Allievi                | Giovanissimi           | Femminile              |
| --- | ---- | ------------------------ | ---------------------- | ---------------------- | ---------------------- | ---------------------- |
| 1ª  | 1959 | Roma                     | Lazio                  | n.d.                   | n.d.                   | n.d.                   |
| 2ª  | 1960 |                          | Lazio                  | n.d.                   | n.d.                   | n.d.                   |
| 3ª  | 1961 |                          | Emilia-Romagna         | n.d.                   | n.d.                   | n.d.                   |
| 4ª  | 1962 |                          | Campania               | n.d.                   | n.d.                   | n.d.                   |
| 5ª  | 1963 |                          | Puglia                 | n.d.                   | n.d.                   | n.d.                   |
| 6ª  | 1964 |                          | Lazio                  | n.d.                   | n.d.                   | n.d.                   |
| 7ª  | 1965 |                          | Campania               | Piemonte               | n.d.                   | n.d.                   |
| 8ª  | 1966 |                          | Friuli-Venezia Giulia  | Veneto                 | n.d.                   | n.d.                   |
| 9ª  | 1967 |                          | Piemonte               | Lombardia              | n.d.                   | n.d.                   |
| 10ª | 1968 |                          | Toscana                | Marche                 | n.d.                   | n.d.                   |
| -   | 1969 |                          | n.d.                   | Piemonte               | n.d.                   | n.d.                   |
| 11ª | 1970 |                          | Toscana                | Veneto                 | n.d.                   | n.d.                   |
| 12ª | 1971 |                          | Lazio                  | Lombardia              | n.d.                   | n.d.                   |
| 13ª | 1972 |                          | Sicilia                | Puglia                 | n.d.                   | n.d.                   |
| 14ª | 1973 |                          | Lombardia              | Lombardia              | n.d.                   | n.d.                   |
| -   | 1974 | Edizione non disputata   | Edizione non disputata | Edizione non disputata | Edizione non disputata | Edizione non disputata |
| 15ª | 1975 |                          | Abruzzo                | Emilia-Romagna         | n.d.                   | n.d.                   |
| 16ª | 1976 |                          | Veneto                 | Liguria                | n.d.                   | n.d.                   |
| 17ª | 1977 |                          | Veneto                 | Sicilia                | n.d.                   | n.d.                   |
| 18ª | 1978 |                          | Calabria               | Puglia                 | n.d.                   | n.d.                   |
| 19ª | 1979 |                          | Lombardia              | Veneto                 | n.d.                   | n.d.                   |
| 20ª | 1980 |                          | Lombardia              | Campania               | n.d.                   | n.d.                   |
| 21ª | 1981 |                          | Marche                 | Emilia-Romagna         | n.d.                   | n.d.                   |
| 22ª | 1982 | Francavilla al Mare (CH) | Veneto                 | Abruzzo                | n.d.                   | n.d.                   |
| 23ª | 1983 |                          | Friuli-Venezia Giulia  | Veneto                 | n.d.                   | n.d.                   |
| 24ª | 1984 |                          | Friuli-Venezia Giulia  | Lazio                  | n.d.                   | n.d.                   |
| 25ª | 1985 |                          | Veneto                 | Umbria                 | n.d.                   | n.d.                   |
| 26ª | 1986 |                          | Toscana                | Veneto                 | n.d.                   | n.d.                   |
| 27ª | 1987 |                          | Toscana                | Campania               | n.d.                   | n.d.                   |
| 28ª | 1988 |                          | Toscana                | Abruzzo                | n.d.                   | n.d.                   |
| 29ª | 1989 |                          | Abruzzo                | Sicilia                | n.d.                   | n.d.                   |
| 30ª | 1990 |                          | Toscana                | Puglia                 | n.d.                   | Puglia                 |
| 31ª | 1991 |                          | Toscana                | Veneto                 | n.d.                   | Veneto                 |
| 32ª | 1992 |                          | Umbria                 | Abruzzo                | n.d.                   | Veneto                 |
| 33ª | 1993 |                          | Toscana                | Sicilia                | n.d.                   | Veneto                 |
| 34ª | 1994 |                          | Sicilia                | n.d.                   | Veneto                 | n.d.                   |
| 35ª | 1995 |                          | Veneto                 | Campania               | Calabria               | Veneto                 |
| 36ª | 1996 | L'Aquila                 | Lazio                  | Toscana                | Campania               | Toscana                |
| 37ª | 1997 |                          | Umbria                 | Sardegna               | Sicilia                | Veneto                 |
| 38ª | 1998 |                          | Veneto                 | Toscana                | Veneto                 | Lombardia              |
| 39ª | 1999 | L'Aquila                 | Abruzzo                | Lazio                  | Puglia                 | Lombardia              |
| 40ª | 2000 |                          | Piemonte               | Toscana                | Veneto                 | Toscana                |
| 41ª | 2001 |                          | Piemonte               | Sicilia                | Puglia                 | Sicilia                |
| 42ª | 2002 |                          | Veneto                 | Sardegna               | Sardegna               | Marche                 |
| 43ª | 2003 | Lazio                    | Toscana                | Sicilia                | Toscana                | Lombardia              |
| 44ª | 2004 | Emilia-Romagna           | Lombardia              | Veneto                 | Veneto                 | Lombardia              |
| 45ª | 2005 | Umbria                   | Toscana                | Veneto                 | n.d.                   | Lombardia              |
| 46ª | 2006 | Lazio                    | Piemonte               | Campania               | n.d.                   | Lazio                  |
| 46ª | 2007 | Lazio                    | Piemonte               | Veneto                 | Campania               | Lazio                  |
| 47ª | 2008 | Veneto                   | Piemonte               | Sicilia                | Abruzzo                | Veneto                 |
| 48ª | 2009 | Abruzzo                  | Abruzzo                | Sardegna               | Piemonte               | Sardegna               |
| 49ª | 2010 | Piemonte                 | Abruzzo                | Lombardia              | Toscana                | Lombardia              |

### Edizioni recenti (2011-)
| Ed. | Anno | Ospitante              | Juniores               | Juniores               | Juniores               | Allievi                | Allievi                | Allievi                | Giovanissimi           | Giovanissimi           | Giovanissimi           | Femminile              | Femminile              | Femminile              |
| Ed. | Anno | Ospitante              | Vincitore              | Esito                  | 2º posto               | Vincitore              | Esito                  | 2º posto               | Vincitore              | Esito                  | 2º posto               | Vincitore              | Esito                  | 2º posto               |
| --- | ---- | ---------------------- | ---------------------- | ---------------------- | ---------------------- | ---------------------- | ---------------------- | ---------------------- | ---------------------- | ---------------------- | ---------------------- | ---------------------- | ---------------------- | ---------------------- |
| 50ª | 2011 | Lazio                  | Veneto                 | 2-0                    | Toscana                | Lombardia              | 3-1                    | Abruzzo                | Lazio                  | 2-1                    | Lombardia              | Piemonte               | 4-2                    | Lazio                  |
| 51ª | 2012 | Basilicata             | Umbria                 | 2-1                    | Lombardia              | Lazio                  | 2-1                    | Toscana                | Friuli-Venezia Giulia  | 3-1                    | Veneto                 | Lazio                  | 1-0                    | Friuli-Venezia Giulia  |
| 52ª | 2013 | Sardegna               | Lazio                  | 2-1                    | Lombardia              | Lazio                  | 3-0                    | Sardegna               | Veneto                 | 1-0                    | Umbria                 | Lombardia              | 3-2                    | Piemonte               |
| 53ª | 2014 | Friuli-Venezia Giulia  | Lazio                  | 1-0                    | Sardegna               | Abruzzo                | 3-0                    | Toscana                | Friuli-Venezia Giulia  | 3-0                    | Campania               | Emilia-Romagna         | 1-0                    | Lombardia              |
| 54ª | 2015 | Lombardia              | Lombardia              | 2-1 (d.t.s.)           | Veneto                 | Lombardia              | 2-0                    | Piemonte               | Friuli-Venezia Giulia  | 5-3 (d.c.r.)           | Veneto                 | Veneto                 | 6-4 (d.c.r.)           | Piemonte               |
| 55ª | 2016 | Calabria               | Toscana                | 2-1                    | Puglia                 | Veneto                 | 2-0                    | Lazio                  | Lombardia              | 6-5 (d.c.r.)           | Lazio                  | Lombardia              | 2-1                    | Bolzano                |
| 56ª | 2017 | Trentino               | Toscana                | 2-1                    | Lazio                  | Lazio                  | 2-0                    | Campania               | Toscana                | 2-1                    | Lazio                  | Toscana                | 1-0                    | Bolzano                |
| 57ª | 2018 | Abruzzo                | Friuli-Venezia Giulia  | 3-2 (d.t.s.)           | Marche                 | Veneto                 | 1-0 (d.t.s.)           | Toscana                | Lazio                  | 3-1                    | Sicilia                | Lombardia              | 1-0                    | Sicilia                |
| 58ª | 2019 | Lazio                  | Lazio                  | 3-0                    | Puglia                 | Lazio                  | 2-0                    | Marche                 | Lombardia              | 2-0                    | Toscana                | Piemonte               | 3-1                    | Liguria                |
|     | 2020 | Edizione non disputata | Edizione non disputata | Edizione non disputata | Edizione non disputata | Edizione non disputata | Edizione non disputata | Edizione non disputata | Edizione non disputata | Edizione non disputata | Edizione non disputata | Edizione non disputata | Edizione non disputata | Edizione non disputata |
|     | 2021 | Edizione non disputata | Edizione non disputata | Edizione non disputata | Edizione non disputata | Edizione non disputata | Edizione non disputata | Edizione non disputata | Edizione non disputata | Edizione non disputata | Edizione non disputata | Edizione non disputata | Edizione non disputata | Edizione non disputata |
|     | 2022 | Edizione non disputata | Edizione non disputata | Edizione non disputata | Edizione non disputata | Edizione non disputata | Edizione non disputata | Edizione non disputata | Edizione non disputata | Edizione non disputata | Edizione non disputata | Edizione non disputata | Edizione non disputata | Edizione non disputata |
| 59ª | 2023 | Piemonte               | Liguria                | 6-4 (d.c.r.)           | Friuli-Venezia Giulia  | Piemonte               | 1-0                    | Marche                 | Lombardia              | 3-2                    | Toscana                | Lombardia              | 2-0                    | Emilia-Romagna         |
| 60ª | 2024 | Liguria                | Piemonte               | 4-1                    | Calabria               | Lombardia              | 3-2                    | Campania               | Piemonte               | 4-0                    | Campania               | Lombardia              | 3-1                    | Emilia-Romagna         |
| 61ª | 2025 | Sicilia                | Friuli-Venezia Giulia  | 3-1                    | Piemonte               | Lombardia              | 2-1                    | Emilia-Romagna         | Lazio                  | 1-0                    | Marche                 | Lombardia              | 3-1 (d.t.s.)           | Veneto                 |

### Annotazioni
1. 1 2  La categoria Giovanissimi venne unificata con quella Allievi.
2. ↑  Edizione biennale per conformità alla Coppa delle Regioni UEFA.
3. ↑  Vittoria d'ufficio dopo la sospensione del torneo in seguito al terremoto dell'Aquila del 2009.